# Resistina
La resistina è un ormone di origine proteica prodotta dai macrofagi in seguito ad un aumento del  tessuto adiposo, codificato dal gene RETN.  Comporta resistenza all'insulina e sopprime l'attività dell'AMPK (protein chinasi dipendente da AMP, che non deve essere confuso con PKA) nel fegato e nel tessuto muscolare.
Negli esseri umani la lunghezza del peptide è di 108 residui amminoacidi, con un peso molecolare di circa 12,5 kDa.
L'ormone è stato scoperto nel 2001 dall'endocrinologo Mitchell Lazar dell'Università della Pennsylvania.